# Maria Benvinda Levy
Maria Benvinda Levy (24 de março de 1969) é uma jurista e política moçambicana, atual primeira-ministra de Moçambique desde 15 de janeiro de 2025.
Benvinda Levy foi nomeada Ministra da Justiça pelo Presidente Armando Guebuza em 11 de Março de 2008, sucedendo a Esperança Machavela, jurista e ex-embaixadora em Portugal. A nomeação de Benvinda Levy surgiu no âmbito de uma mudança de gabinete que também envolveu a substituição da ministra dos Negócios Estrangeiros, Alcinda Abreu, e do ministro dos Transportes, António Munguambe.
Antes da sua nomeação, Benvinda Levy dirigiu o Centro de Formação Jurídica e Judiciária e serviu como juíza no Tribunal da Cidade de Maputo.